# اویونیک

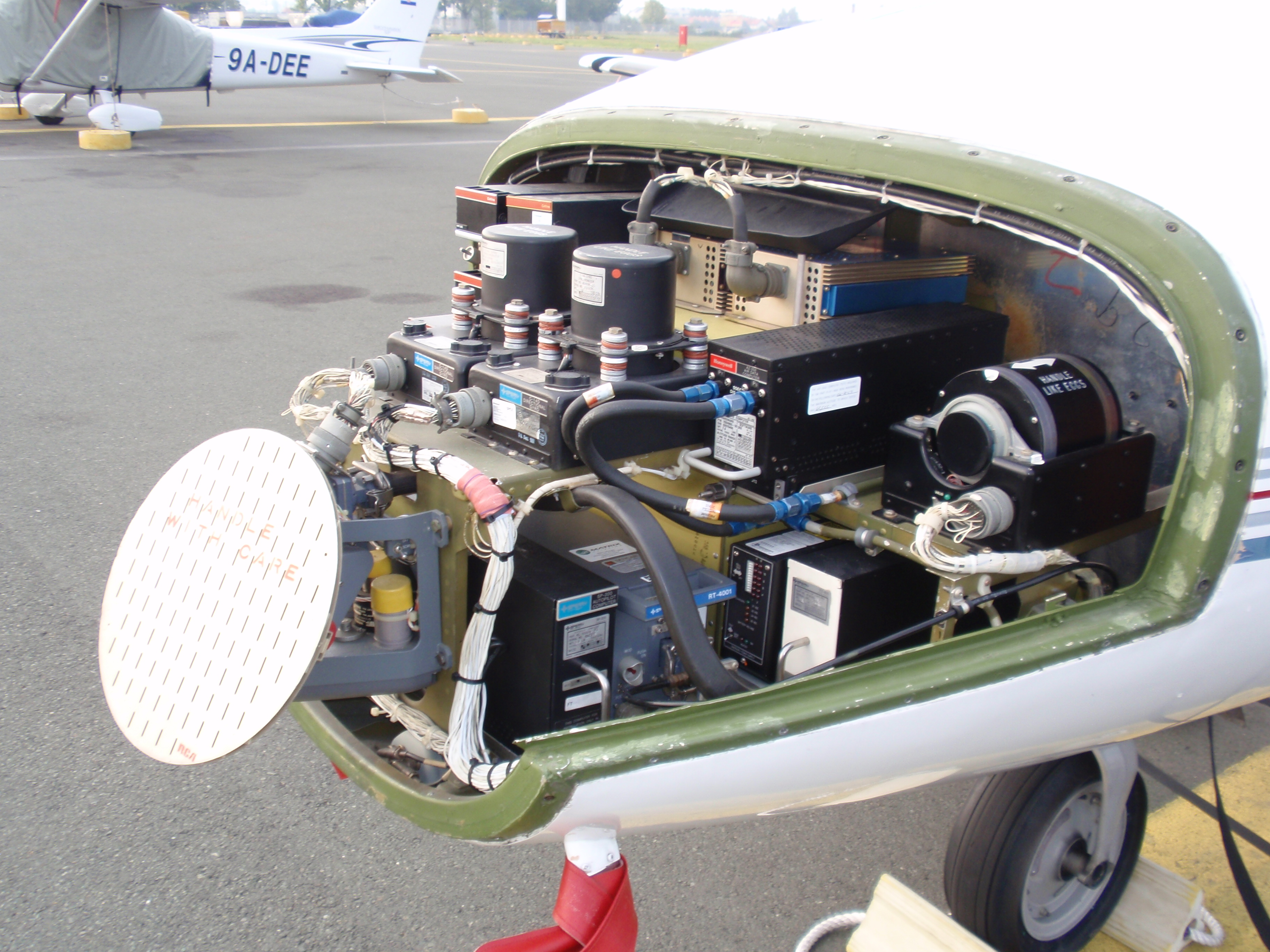
رادار و تجهیزات اویونیک در جلوی هواپیمای سسنا سایتیشن-۱

اصطلاح اویونیک (به فرانسوی: Avionique) یک تکواژ مرکب است که از ترکیب دو کلمه (Aviation و Électronique) به‌معنای الکترونیک هوانوردی ایجاد شده و معمولاً اشاره به تجهیزات الکترونیکی هواگرد، ماهواره، و فضاپیما؛ مانند نمایشگرها، رایانه‌ها، حسگرها، عملگرها و فرستنده-گیرنده‌های آن‌ها دارد. برای اشاره به تجهیزات برقی که مربوط به تولید انرژی الکتریکی، تبدیل ولتاژ و جریان، توزیع انرژی و ذخیرهٔ انرژی هستند از اصطلاح (الکتریک Électrique) استفاده می‌شود. اصطلاح جامع‌تر برای تجهیزات برقی پرنده‌ها، برق و الکترونیک هوانوردی (به فرانسوی: Avionique et Électrique) است. گاهی از اصطلاح معادل «الکترو اویونیک» نیز در این زمینه استفاده می‌شود.

## آشنایی با اویونیک
اویونیک در کنار سازه و موتور یکی از سه جزء اصلی هواپیما و بالگرد است. تقریباً اکثر کارکردهای پرنده به تجهیزات اویونیک آن وابسته است و ایمنی کارایی پرواز را فناوری‌های به کار رفته در اویونیک تعیین می‌کنند. همچنین اویونیک در قیمت تمام شده پرنده نقش تعیین‌کننده‌ای دارد به طوری که در هواپیماهای غیرنظامی حدود ۲۰ تا ۳۰ درصد هزینه تمام شده مربوط به تجهیزات اویونیک است. در هواپیماهای نظامی ارزش تجهیزات اویونیک می‌تواند تا ۷۰ درصد کل هزینه پرنده باشد. بسیاری از فناوری‌های توسعه داده شده در اویونیک علاوه بر هواپیما و بالگرد، در تانک، زیردریایی و پهپاد نیز کاربرد دارند. البته این فناوری‌ها می‌توانند در کاربردهای غیرنظامی نیز به کار گرفته شوند.
با اینکه معنای لفظی اویونیک «الکترونیک هوانوردی» است، به جز الکترونیک، فناوری‌های دیگر مربوط به مخابرات، قدرت، کنترل، سخت‌افزار و نرم‌افزار نیز به صورت گسترده‌ای در تجهیزات اویونیک مورد استفاده قرار می‌گیرند. اویونیک هواپیما شامل سامانه‌های مختلفی است که از طریق گذرگاه‌های داده با یکدیگر در ارتباط هستند. بر اساس نوع کارکرد می‌توان تجهیزات اویونیک را به سامانه‌های مخابراتی، سامانه‌های ناوبری، سامانه کنترل پرواز، سامانه‌های الکتریکی، سامانه‌های ذخیره داده، نمایشگرها و سامانه‌های حفاظتی تقسیم‌بندی نمود. ترکیب سامانه‌های مختلف، برقراری ارتباطات و کنترل زیرسامانه‌های مختلف به‌طوری‌که مجموعه سامانه وظایف محوله خود را انجام دهند به عنوان تلفیق سامانه‌های اویونیک یاد می‌شود. در تلفیق و یکپارچه‌سازی سامانه‌ها وزن، حجم و توان مصرفی تجهیزات همیشه به عنوان چالش‌های اصلی مطرح بوده‌است.

## تاریخچه اویونیک
در تاریخچه اویونیک، استفاده از سامانه‌های الکترونیکی در ترابری هوایی مطرح می‌شود. توسعه این سامانه‌ها مطابق با نیازمندی‌های هوانوردی نظامی و غیرنظامی صورت می‌گیرد. از جمله نیازهای اولیه‌ای که در ساختار اویونیک هواپیما احساس شد، نیاز به سامانه‌های مخابراتی بود که در جنگ جهانی اول آشکار و ارتباطات صوتی بین زمین و هواپیما و نیز هواپیماها با یکدیگر برقرار گردید.
در دهه ۱۹۲۰، افزایش قابلیت اطمینان هواپیماها و کاربرد آن‌ها در اهداف غیرنظامی منجر به فزونی تجهیزات اویونیک گردید و نیاز به پرواز کور (پرواز بدون رؤیت زمین) را به جریان انداخت. در این دهه، از جمله مسائلی که در زمینه ناوبری مسیر مطرح گردید، جهت‌یابی بیکن رادیویی بود. در اواخر این دهه، ناوبری ابزاری همراه با مخابره رادیویی اولیه جهت ایجاد نخستین فرود کور امن در یک هواپیما به کار گرفته شد.
در دهه ۱۹۳۰، نخستین فرود کور کنترل شده تمام رادیویی انجام شد. در همان زمان، ناوبری رادیویی با استفاده از بیکن‌های زمینی توسعه یافت و صدور گواهینامه ناوبری ابزاری برای خلبانان خطوط هوایی آغاز گردید. به دلیل مشکل‌ساز بودن امواج رادیویی با فرکانس پایین و متوسط در شب و در معرض هوا، در اواخر این دهه استفاده از امواج رادیویی فرکانس بالا مورد بررسی قرار گرفت و منجر به ظهور رادار فرکانس بالا گردید.
در دهه ۱۹۴۰، پس از دو دهه توسعه و تحول ایجاد شده بر اساس نیازمندی‌های خطوط هوایی مسافربری، جنگ جهانی دوم ضرورت توسعه ناوبری و مخابرات رادیویی هواپیما را ایجاد نمود. وجود سامانه‌های رادیویی مخابراتی در داخل هواپیما، علی‌رغم اندازه بزرگشان، ضروری بود. همچنین، فرکانس‌های بسیار بالا به منظور اهداف ناوبری و مخابراتی مطرح شدند. نصب نخستین سامانه‌های فرود ابزاری برای فرودهای کور در اواسط این دهه آغاز و در اواخر آن، شبکه ناوبری با برد همه جهته VHF برقرار گردید. به علاوه، در دهه ۱۹۴۰ با مطرح شدن نخستین ترانزیستور، راه برای الکترونیک حالت-جامد مدرن هموار شد.
با گذشت زمان، ترابری هوایی غیرنظامی در دهه‌های بعد توسعه یافت. به علاوه، تجهیزات ناوبری و مخابراتی اصلاح شدند و توسعه ساختار رادیویی حالت-جامد، به ویژه در دهه ۱۹۶۰، سبب تولید رنج وسیعی از تجهیزات ناوبری و رادیویی قوی کوچک برای هواپیماها شد. در این زمان، برنامه‌های فضایی آغاز، سطح بالاتری از ضرورت ناوبری و مخابراتی مطرح و ماهواره‌های مخابراتی راه اندازی شدند. به علاوه، ساختار نظامی جنگ سرد سبب پیشرفت‌هایی در هدایت و ناوبری شد و مفهوم استفاده از ماهواره‌ها برای مکان‌یابی مطرح گردید.
در دهه ۱۹۷۰، مفهوم اعتبارسنجی ناوبری ماهواره‌ای در کاربرد نظامی مطرح و ماهواره‌های GPS BLOCK I تا دهه ۱۹۸۰ به بازار عرضه گردید. به علاوه، سامانه ناوبری با برد طولانی (LORAN) ساخته شد. در اواسط دهه ۸۰، ماهواره‌های Block II GPS راه اندازی شدند و در سال ۱۹۹۰، سامانه GPS عملی گردید به گونه‌ای که در سال ۱۹۹۴ با سامانه ۲۴-ماهواره‌ای کامل قابل استفاده بود.
در هزاره جدید، اداره کل هوانوردی فدرال (FAA)، سامانه ملی حریم هوایی (NAS) و پیش‌بینی‌های ترافیک را برای آینده ارزیابی نموده و وضعیت ترافیک شبکه تا سال ۲۰۲۲ پیش‌بینی می‌گردد؛ بنابراین، بازدیدی کامل از سامانه NAS، به ویژه سامانه‌های مخابراتی و ناوبری، تدوین و انجام شده‌است. این برنامه، نسل آینده نامیده می‌شود و از جدیدترین فناوری‌ها جهت ارائه یک سامانه مدیریت ترافیک هوایی کارآمدتر استفاده می‌کند. برنامه نسل آینده با تکیه بر موقعیت‌یابی ماهواره‌ای جهانی هواپیمای در حال پرواز و بر روی زمین، ترکیبی از فناوری GPS و ADS-B را برای کنترل ترافیک به کار می‌برد. نتیجه برنامه‌ریزی شده، افزایش شدید ظرفیت سامانه هوایی خواهد بود. به علاوه بازدید از امکانات زمینی، ارتقاء فناوری‌های لازم‌الاجرا برای هواپیما را نشان می‌دهد. هم‌اکنون، پیاده‌سازی برنامه نسل آینده آغاز شده‌است و در حال حاضر از سال ۲۰۲۵ برنامه‌ریزی می‌شود.
در طول چند دهه گذشته، پیشرفت اویونیک در مقایسه با پیشرفت سامانه نیروی محرکه و بدنه هواپیما با سرعت بیشتری افزایش یافته‌است که احتمالاً این امر در آینده نزدیک نیز ادامه دارد. پیشرفت به سمت ساختار الکترونیک حالت-جامد به شکل فناوری‌های میکرو و نانو، گرایش به سمت دستگاه‌های سبکتر و کوچکتر با توانایی و قابلیت اطمینان چشمگیر را فراهم نموده‌است. از این رو، یکپارچه سازی رنج وسیعی از وسایل کمک ناوبری و مخابراتی از جمله مسائل قابل توجه در ساختار اویونیک هواپیما به‌شمار می‌رود.

## سامانه‌های مخابراتی
سامانه‌های مخابراتی در هواپیما به منظور تبادل اطلاعات، صوت و داده با ایستگاه‌های زمینی، دیگر هواپیماها و خدمه هواپیما مورد استفاده قرار می‌گیرند. برای ارتباطات گفتاری در هواپیما از سامانه‌های HF, VHF و پنل مدیریت رادیویی و برای ارتباطات داده از سامانه‌های SATCOM و ACARS استفاده می‌شود. سامانه HF برای ارتباطات داده و صدایی برای مسافت‌های طولانی بین هواپیماهای مختلف و همچنین بین هواپیما و یک یا چند ایستگاه زمینی مورد استفاده قرار می‌گیرد. سامانه VHF برای مکالمات بین خلبان و ایستگاه‌های زمینی و بین هواپیماهای مختلف برای بردهای کوتاه بکار می‌رود چراکه امواج VHF از اتمسفر عبور کرده و به صورت دید مستقیم است. سامانه SATCOM درواقع یک سامانه مخابراتی سیار جهانی بوده که سرویس‌های ارتباطی داده و صوت را برای هواپیماها فراهم می‌آورد. قابل اطمینان‌ترین ارتباط مخابراتی برای یک هواپیما توسط SATCOM و با استفاده از ماهواره‌های سازمان بین‌المللی ماهواره‌ای/دریایی (INMARSAT) فراهم می‌گردد. سامانه گزارش‌دهی و آدرس‌دهی ارتباطات هواپیما (ACARS) یک سامانه دیجیتال است که امکان ارسال پیام‌ها و گزارش‌ها را بین هواپیما و ایستگاه‌های زمینی فراهم می‌کند و برای مدیریت داده‌های نقشهٔ پرواز و نگهداری داده بین هواپیما و خطوط هوایی به کار می‌رود. برای برقراری ارتباطات داخلی هواپیما مانند تماس خلبان با خدمه پرواز، از تجهیزات تلفنی در نقاط مختلف هواپیما استفاده می‌شود که به‌طور نمونه در هواپیمای ایرباس ۳۲۰ هشت محل برای آن در نظر گرفته شده‌است. این نوع ارتباط از طریق خطوط صوتی که در هواپیما نصب شده‌اند برقرار می‌شود.

## سامانه‌های ناوبری
برای تعیین موقعیت و مسیریابی وسیله نقلیه مانند هواپیما، کشتی و فضاپیما از ناوبری استفاده می‌شود. ناوبری اینرسیایی و ناوبری با هدایت رادیویی دو روش اصلی برای ناوبری است. در سال‌های ابتدایی صنعت هوانوردی، قطب‌نما، نقشه و ناوبری کور از جمله روش‌های مورد استفاده برای ناوبری بوده‌است. امروزه از سامانه‌های نوین نظیر INS ,GPS ,DME و VOR و برای ناوبری هوایی استفاده می‌شود. ناوبری هواپیما تنها در مسیریابی آن خلاصه نمی‌شود، بلکه باید هواپیما را از برخورد به عوارض زمینی و هواپیماهای دیگر حفظ نمود. سامانه اجتناب از برخورد هوایی (TCAS) و سامانه هشدار نزدیکی زمین به ترتیب برای جلوگیری از برخورد هوایی و زمینی هواپیما مورد استفاده قرار می‌گیرد. سامانه INS یک روش ناوبری کاملاً مستقل برای هدایت هواپیما است که با استفاده از دیگر سامانه‌های جدید و تلفیق آن‌ها دقت آن به حد قابل قبولی افزایش یافته‌است. سامانه GPS یک سامانه موقعیت‌یاب جهانی بر پایه ماهواره است که موقعیت را بر اساس طول و عرض جغرافیایی ارائه می‌دهد. سامانه DME یک دستیار رادیویی برای ناوبری برد متوسط است که فاصله برد مستقیم هواپیما تا ایستگاه تجهیزات DME را اندازه می‌گیرد و با توجه به موقعیت جغرافیایی تجهیزات آن عملیا ناوبری انجام می‌شود. سامانه VOR یک سامانه کمک ناوبری است که جهت نشان دادن سمت پرواز به سوی یک ایستگاه زمینی و ناوبری بین مسیرها استفاده می‌شود. سامانه اجتناب از برخورد هوایی یکی از مهم‌ترین سامانه‌های موجود در هر هواپیمای مسافربری برای نظارت بر اطراف خود است. در این سامانه با شناسایی هواپیماها و مشخصات پروازی آن‌ها نظیر سرعت، ارتفاع و جهت، پروازی ایمن را برای هواپیما فراهم می‌کند. این سامانه درج‌های از هشدار یا اعلام فرمان و مانور لازم را برای جلوگیری از برخورد تأمین می‌کنند. سامانه EGPWS برای جلوگیری از برخورد هواپیما با عوارض زمین مورد استفاده قرار می‌گیرد. این سامانه در هنگام خطر اخطارهایی را به صورت دیداری و شنیداری برای خلبان ارسال می‌کند.

### سامانه فرود ابزاری یا آی‌ال‌اس
سامانه فرود ابزاری (به انگلیسی: Instrument Landing System) یک سامانه رادیویی VHF/UHF در ناوبری در هنگام نشستن هواپیما است. برد این سامانه تا فاصله ۴۰ مایلی از انتهای باند می‌باشد که شامل دو نوع فرستنده‌است که در باند فرود تعبیه می‌شوند، یکی از آن‌ها موقعیت هواپیما را نسبت به خط وسط فرضی میان باند Localizer (LOC) و دیگری اطلاعات شیب فرود را فراهم می‌نماید که Glide Slop (G/S) نامیده می‌شود. این نکته بایستی ذکر شود که فرکانس‌های G/S و LOC به صورت جفت شده (Pair) می‌باشند و برای هر فرکانس LOC فرکانس G/S تعریف شده‌ای وجود دارد.
نشانگر CDI (Course Deviation Indicator) در یک هواپیما انحراف از مسیر پرواز را نشان می‌دهد.
هنگامی که سوزن‌های G/S و LOC در وسط نشاندهنده واقع شوند زمانی است که هواپیما در وضعیت ایدئال قرار دارد.

### سامانه نشانگر دیدگاه
سامانه نشانگر دیدگاه (به انگلیسی: Marker Beacons) اطلاعات مربوط به میزان فاصله افقی هواپیما نسبت به ابتدای باند برای یک هواپیما که در حال نشستن می‌باشد از طریق آنتن‌های مارکر بیکنز که برد آن‌ها تا فاصله ۶ مایلی از انتهای باند می‌باشد، به هواپیما ارسال می‌گردد علاوه بر مارکر بیکنز ذکر شده که به آن مارکر بیرونی (Outer Marker = OM) گویند یک فرستنده مارکر بیکنز میانی (Middle Marker = MM) با برد ۳۵۰۰ فوت نیز دارد.
فرکانس امواج تابیده‌شده از مارکر بیکنز بیرونی برابر ۴۰۰ هرتز و به صورت یک سری علایم مورس با کد خط، خط (---) می‌باشد که از طریق گوشی خلبان قابل شنیدن و به صورت مشاهده‌ای به صورت لامپ‌های چشمک زن آبی و کهربایی در کابین قابل رویت است.
فرکانس امواج ساطع شده مارکر بیکنز میانی ۱۳۰۰ هرتز بوده و به صورت یک سری علایم مورس با کد خط، نقطه (-. -.) می‌باشد و در کابین هواپیما به صورت لامپ چشمک زن کهربایی مشخص می‌شود.

### سامانه فرود ریزموجی یا ام‌ال‌اس
سامانه فرود ریزموجی (به انگلیسی: Microwave Landing System) یک سامانه کمک ناوبری است که موقعیت خلبان را جهت نشستن در شرایط دید کم تعیین می‌نماید. سامانه ام‌ال‌اس دارای دقت و انعطاف‌پذیری بیشتری از ام‌ال‌اس بوده و حتی تقرب در مسیر منحنی را نیز انجام می‌دهد. تقرب در مسیر منحنی این امکان را فراهم می‌نماید که از تقرب مستقیم در نواحی مسکونی شهر جلوگیری به عمل آمده و نتیجتاً باعث کاهش زمان تأخیر، سر و صدا و افزایش استانداردهای ایمنی فرودگاه گردد و همچنین هزینه نصب و نگهداری ام‌ال‌اس به مراتب کمتر از ILS بوده و مزیت دیگر آن قابلیت نصب در هر فرودگاه با هر موقعیت جغرافیایی می‌باشد.

### سامانه محدوده همه‌سویه وی‌اچ‌اف یا وی‌اوآر
سامانه محدوده همه‌سویه وی‌اچ‌اف (به انگلیسی: VHF Omni-Directional Range) یک سامانه کمک ناوبری است که جهت نشان دادن سمت پرواز به سوی یک ایستگاه زمینی و ناوبری بین مسیرها استفاده می‌شود. سیگنال‌ها با فرکانس کم و متوسط تحت تأثیر بارهای استاتیک جو و تخلیه‌های الکتریکی و اثرات شب قرار می‌گیرند ولی از خواص ناوبری با امواج رادیویی VHF، ایمن بودن این امواج در مقابل اثرات جوی می‌باشد هدف از سامانه VOR به قرار زیر است:
الف- فراهم نمودن وسیله‌ای جهت تعیین موقعیت هواپیما نسبت به ایستگاه‌های زمینی VOR
ب- فراهم نمودن مسیر اصلی پرواز به سمت ایستگاه VOR دیگر.
موقعیت هواپیما بر اساس واقع شدن هواپیما بر روی شعاعی از شعاع‌های امواج همه‌جانبه قابل درجه‌بندی که از ایستگاه زمینی VOR ساطع می‌شوند، مشخص می‌شود. ایستگاه‌های VOR روی نمودارهای هوانوردی و راهنماهای فرودگاه‌ها مشخص می‌باشند. جهت تعیین درجه شعاعی که هواپیما بر روی آن واقع می‌گردد، از اختلاف فاز بین سیگنال‌هایی که از ایستگاه زمینی تولید می‌شود، استفاده می‌نمایند.
هواپیمایی که بر روی شعاع با درجه ۸۰ قرار گیرد بدین معنی است که راستای هواپیما نسبت به راستای شمال مغناطیسی تحت این زاویه‌است. اگر هواپیما بر روی شعاع ۲۱۰ واقع شود بدین معنی است که هواپیما تحت زاویه ۳۰ از ایستگاه زمینی VOR دور می‌شود و واقع شدن بر روی شعاع ۳۰ به معنی نزدیک شدن تحت همین زاویه به ایستگاه مربوطه‌است. شعاع گریز از مرکز به Radial و جانب به مرکز Bearing نامیده می‌شوند در واقع راستای R(210) با B(30) یکی می‌باشد ولی R(210) به معنای دور شدن در همان راستا از مرکز و B(30) به‌معنای نزدیک شدن به مرکز می‌باشد.
هنگامی که هواپیما به‌طور مستقیم در حال پرواز بالای یک ایستگاه VOR می‌باشد پرچم نشاندهنده (>) از حالت TO(>*) به حالت FROM (<*) تغییر وضعیت می‌دهد وسیله انحراف از وضعیت تعادل به نوسان می‌افتد یا به اصطلاح حالت عصبی پیدا می‌نماید و این علایم مبین این موضوع است که هواپیما نزدیک و در حال عبور از ایستگاه می‌باشد.

### سامانه تجهیزات اندازه‌گیری فاصله یا دی‌ام‌ایی
سامانه تجهیزات اندازه‌گیری فاصله (به انگلیسی: Distance Measuring Equipment) وسیله‌ای است که فاصله هواپیما را از یک ایستگاه زمینی اندازه‌گیری می‌نماید. جهت دقت و اطمینان بیشتر در DME بر خلاف سامانه رادار که از مکانیزم ارسال امواج و انعکاس آن‌ها بعد از برخورد به مانع استفاده می‌شود، عمل انتقال امواج دو طرفه بوده بدین معنی که هم هواپیما و هم ایستگاه زمینی مبادرت به ارسال امواج می‌نمایند.
مدت زمان کل دریافت امواج رادیویی از هواپیما به ایستگاه زمینی و بالعکس اندازه‌گیری می‌شود از زمان کل، زمان تأخیر کم شده و نتیجه بر عدد ۲ تقسیم می‌شود. از روی زمان بدست آمده می‌توان فاصله هوایی بین هواپیما و ایستگاه را محاسبه نمود و با فاصله به دست آمده و ارتفاع هواپیما، فاصله زمینی قابل محاسبه می‌باشد.

### سامانه جلوگیری از برخورد ترافیکی یا تی‌سی‌ای‌اس
سامانه جلوگیری از برخورد ترافیکی (به انگلیسی: Traffic Collision Avoidance System) یک سامانه الکترونیکی جهت کمک به مهندسی فاکتورهای انسانی می‌باشد.
در گذشته جهت دید بهتر خلبان، اتاقک خلبان دارای پنجره‌هایی با سطوح بزرگ‌تر بودند تا خلبان میدان دید بیشتری داشته باشند و از برخورد هوایی احتمالی جلوگیری گردد.
TCAS ابتدا در سال ۱۹۷۰ معرفی شد اما سازمان FAA نصب اجباری آن را در هواپیماها تا سال ۱۹۹۴ به تأخیر انداخت.TCAS سامانهی است که اطلاعات پروازی را راجع به ترافیک هوایی فراهم می‌نماید و مکانیزمی مشابه سامانه‌های راداری دارد.
TCAS با استفاده از پرسشگر ATC-MODES، فاصله و سوی (به انگلیسی: Bearing) هواپیمای مقابل را تشخیص و با هشدار Traffic Advisory(T/A) یا فرمان مانور مناسب Resolution Advisory (R/A) به خلبان برای جلوگیری از برخورد با هواپیمای مقابل را می‌دهد.

## سامانه‌های کنترل پرواز
کنترل پرواز امری است که از ابتدا مورد توجه سازندگان هواپیما بوده‌است و با پیشرفت فناوری‌های این عرصه تلاش بسیاری جهت بهبود روش‌های کنترلی انجام گرفته‌است. این پیشرفت سبب کمرنگ شدن نقش خلبان در کنترل شده و در طول یک پرواز تجهیزات خلبان خودکار بسیاری از امور مربوط به هدایت را انجام می‌دهند. به‌طور کلی سامانه‌های نظیر واحد کنترل پرواز، سامانه مدیریت و هدایت پرواز و سطوح کنترلی پرواز نقش اساسی در کنترل هواپیما ایفا می‌کنند. سامانه مدیریت و هدایت پرواز؛ زمان پرواز، مسافت طی شده، سرعت، مؤلفه‌های بهینهٔ و ارتفاع هواپیما را محاسبه می‌کند. این سامانه فعالیت‌های کابین را کاهش، بازدهی را افزایش و بسیاری از اعمالی که به صورت معمول باید توسط خلبان انجام گیرید را حذف می‌کند. واحد کنترل پرواز یکی از بخش‌های اساسی کنترل و هدایت پرواز در اغلب هواپیماهای تجاری و نظامی امروزی و یکی از اجزای سامانهٔ پرواز خودکار است. این سامانه به همراه واحد کنترل پرواز و سایر اجزای خود در راستای کاهش بار کاری خلبان و بهبود ایمنی و نظم پرواز عمل می‌کند. در هر هواپیما سطوح کنترل نقش هدایت و پایداری پرواز را به عهده دارند. در هر هواپیما سطوح کنترل نقش هدایت و پایداری پرواز را به عهده دارند. سطوح کنترلی شامل بالابرنده(به انگلیسی: Elevator)، سکان (به انگلیسی: rudder), شهپر (به انگلیسی: Aileron), بالچه (به انگلیسی: Flap),هوازِه (به انگلیسی: slat) , بَرارگیر (به انگلیسی: spoiler), و THS که هر کدام به نحوی در رول، پیچ و انحراف چپ و راست هواپیما نقش دارند. در هر هواپیما سطوح کنترلی نقش هدایت و پایداری پرواز را حول سه محور غلت (Roll)، تاب (Pitch) و گردش (Yaw) بر عهده دارند که برای کنترل آن‌ها از رایانه‌های کنترل پرواز استفاده می‌شود. سامانه‌های کنترلی جدید از فناوری پرواز-با-سیم (Fly-By-Wire) بهره می‌برند به‌طوری‌که تغییرات اعمالی توسط تجهیزات کنترلی به سیگنال‌های الکتریکی تبدیل شده و منتقل می‌شوند.

## سامانه‌های الکتریکی
تولید، انتقال، ذخیره‌سازی و تبدیل انرژی در هواپیما توسط سامانه‌های الکتریکی انجام می‌شود. سامانه‌های الکتریکی از نظر سرویس‌دهی به دو گروه اصلی و اضطراری و از نظر ولتاژ الکتریکی به دو گروه AC و DC دسته‌بندی می‌شوند. نقش تأمین انرژی و توان مورد نیاز هواپیما را بر عهده دارند. منابع تأمین انرژی به دسته اصلی و اضطراری تقسیم می‌شوند. ژنراتورهای اصلی هواپیما برق سه فاز ۱۱۵/۲۰۰ VAC را در فرکانس ۴۰۰ هرتز را تولید می‌کنند. در صورت قطع توان ژنراتورهای اصلی، ژنراتورهای اضطراری که شامل واحد توان کمکی و باتری‌ها هستند، وظیفه تأمین انرژی هواپیما را برعهده دارند. برق جریان متناوب هواپیما در مواقع اضطراری از طریق ژنراتور APU تأمین می‌گردد. این ژنراتور می‌تواند در حین پرواز جایگزین یک یا هردوی ژنراتورهای موتورگرد (اصلی) شود. همچنین این ژنراتور در روی زمین هم در صورت نبودن منبع ولتاژ خارجی، برق هواپیما را تأمین می‌کند. برق DC هواپیما توسط دو باتری تأمین می‌شود که هر کدام از آن‌ها توان نامی ۲۳ آمپر ساعت دارند. این منابع تغذیه اصولاً برای موارد راه‌اندازی APU در پرواز و در روی زمین و تغذیه شبکه DC/AC اضطراری استفاده می‌شوند.